# KIF22

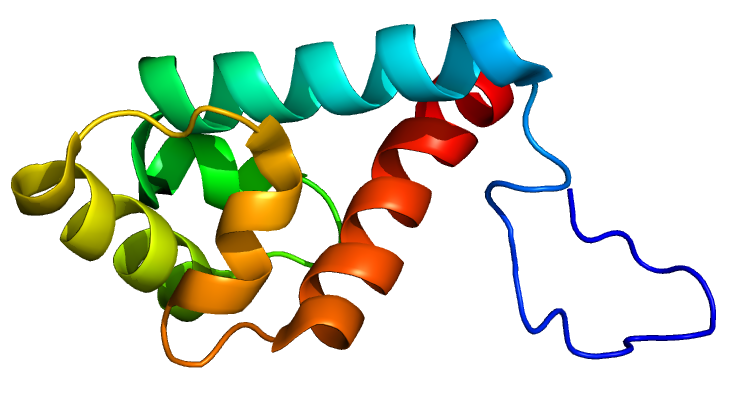

KIF22 è una proteina simil-chinesina che negli umani è codificata dal gene KIF22.
La proteina codificata da questo gene è un membro della famiglia delle simil-chinesine (kinesin-like in inglese). Questa famiglia è composta da motori molecolari dipendenti da microtubuli, i cui compiti sono il trasporto degli organelli all'interno delle cellule e il moto dei cromosomi durante la divisione cellulare. La porzione C-terminale di questa proteina mostra una capacità di interazione con il DNA. Studi con l'omologo in Xenopus hanno suggerito un suo ruolo centrale ed essenziale per l'allineamento dei cromosomi in metafase.

## Interazioni
KIF22 ha mostrato delle interazioni con SIAH1.

## Importanza clinica
Mutazioni di questo gene risultano essere causa di disordini nello sviluppo, come la displasia spondiloepimetafiseale con rilassamento dei legamenti.